# Ściana Wschodnia

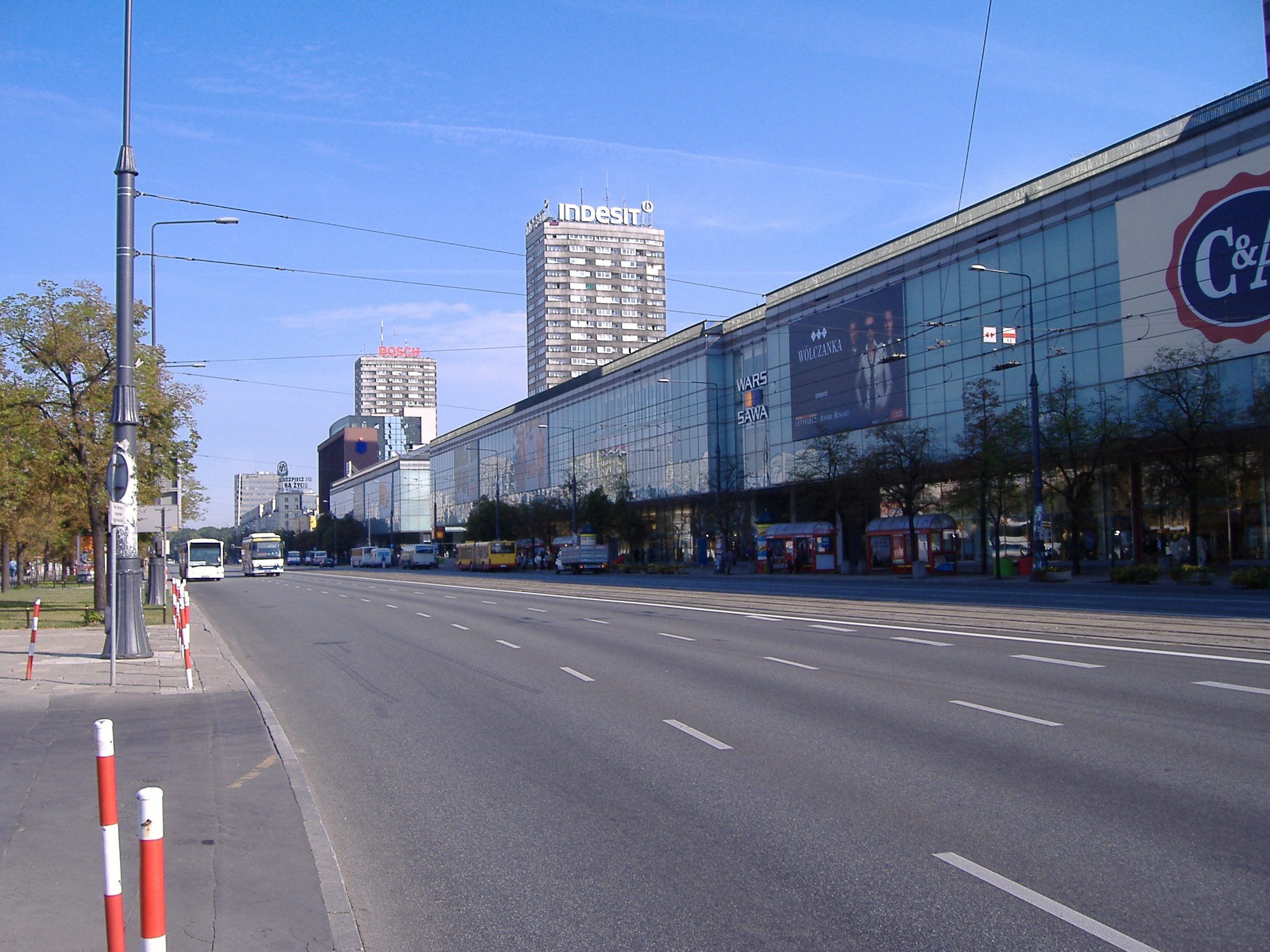
Blick vom Rondo Dmowskiego auf die „Ostwand“. Links liegt der Plac Defilad mit dem nicht sichtbaren Kulturpalast

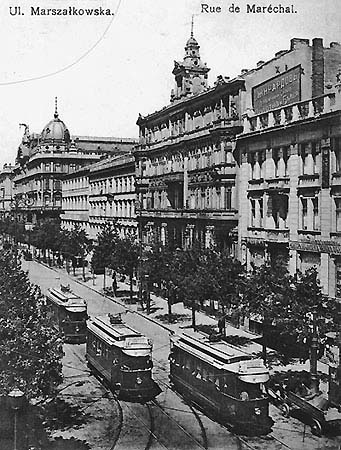
Die Bebauung an dieser Stelle der Marszałkowska zu Beginn des 20. Jahrhunderts. Hinten ist das imposante Gebäude der Versicherung „Rosja“ erkennbar

Die Ściana Wschodnia (deutsch: Ostwand, auch Marszałkowska-Ostwand) ist ein Gebäudekomplex an der Ostseite der Ulica Marszałkowska im Raum des Plac Defilad im Warschauer Innenstadtdistrikt. Der Komplex im Stil der Moderne wurde in den 1960er Jahren errichtet. Er gilt als architektonische Ikone der Volksrepublik Polen in Warschau und wurde im Jahr 2003 in die Liste der Kulturgüter der Moderne (poln. Dobra kultury współczesnej w Stolicy) des polnischen Architektenverbandes SARP aufgenommen.

## Lage
Die Ściana Wschodnia reicht von der Kreuzung der Aleje Jerozolimskie mit der Ulica Marszałkowska bis zur Ulica Świętokrzyska. Das an der heute als Kreisverkehr (Rondo Romana Dmowskiego) ausgestalteten Kreuzung zweier wichtiger Hauptverkehrsadern (Jerozolimskie|Marszałkowska) befindliche runde Pavillon-Gebäude der PKO Bank Polski (die Allgemeine Sparkasse Polens), das 1966 nach dem Entwurf des Architekten Zbigniew Karpiński errichtet wurde, gehört mit dem sich dahinter befindlichen Hochhaus (Universal) der ehemaligen Außenhandelzentralen (Architekt: Jerzy Kowarski) eigentlich nicht mehr zum Komplex – es ist durch die Ulica Widok von diesem abgetrennt.
Die Ściana Wschodnia erstreckt sich entlang der Marszałkowska über eine Länge von rund 500 Metern und wird von der Ulica Złota (die hier unter der Marszałkowska entlanggeführt wird), der Ulica Henryka Sienkiewicza, und der Ulica Stanisława Moniuszki durchschnitten. Rund 200 Meter westwärts der Ściana Wschodnia erhebt sich mittig auf dem Plac Defilad der Warschauer Kulturpalast.

## Geschichte
Ursprünglich sollten an der Stelle nach dem Krieg monumentale Bauten im Stile des sozialistischen Realismus – passend zum Kulturpalast – errichtet werden, um so den neu geschaffenen Plac Defilad einzufassen. Doch war nach Fertigstellung des Palastes bereits die Zeit des von der Sowjetunion verordneten sozialistischen Realismus beendet und 1958 wurde vom Verband SARP ein Wettbewerb für die Bebauung der Ostseite des Platzes ausgeschrieben. Die hier zu errichtenden Gebäude sollten dem monumentalen Palast einen städtebaulichen Rahmen geben, da die meisten größeren Vorkriegsgebäude der Umgebung nicht mehr existierten.
Die Ausschreibung um den Generalentwurf gewannen Zbigniew Karpiński und Jan Klewin. Die Ściana Wschodnia wurde in den Jahren 1962 bis 1969 errichtet. 1989 wurden die Warenhäuser nach ihrer Privatisierung in „Galeria Centrum“ umbenannt; ihre bislang durchsichtige Fassade wurde durch mattes Glas ersetzt. Ende der 2000er Jahre wurden Teile der Wohngebäude saniert und auch die ursprünglich als Pasaż Śródmiejski, nunmehr Pasaż Stefana „Wiecha“ Wiecheckiego benannte Fußgängerzone revitalisiert.

## Architektur
Die Ściana Wschodnia besteht aus 23 Gebäuden mit einem Gesamtvolumen von 680.000 Kubikmetern. Die Verbindung von einem Einkaufszentrum (westliche Seite) mit Wohngebäuden (ostwärtige Seite) durch eine Fußgängerzone war ein richtungsweisendes Konzept der Zeit. Die Gebäudeserie besteht aus fünf Wohnblocks mit drei dazwischenliegenden Wohnhochhäusern (81 bis 87 Meter hoch; die Hochhäuser waren 1969 fertiggestellt). Die dreigeschossigen Warenhäuser „Wars“, „Sawa“, „Junior“ (die drei Kaufhäuser wurden als Domy Towarowe „Centrum“ bezeichnet) sowie „Sezam“ (Spółdzielczy Dom Handlowy) – „Sezam“ wurde Anfang 2015 abgerissen – liegen direkt an der Marszałkowska und schützen die mittig gelegene Fußgängerpassage vor dem Straßenlärm. An der Passage liegen kleinere Geschäfte und Cafés. Ebenso liegen hier ein Restaurantkomplex und ein Kino. Die wichtigsten Gebäude der Ściana Wschodnia sind:
- 8 Apartmenthäuser der Architekten Zbigniew Wacławek, Jan Klewin, Marcin Bogusławski und Wojnowski
- die Kaufhäuser „Sawa“ und „Wars“ der Architekten Jerzy Jakubowicz, Piotr Zajlich und Stanisław Więcek
- das Kaufhaus „Junior“ des Architekten Zbigniew Wacławek und Kollegen
- das Kaufhaus „Sezam“ der Architekten Andrzej Sierakowski, Tadeusz Blażejowski, Roman Widera und Jan Kopciowski, Anfang 2015 abgerissen, wird durch einen Neubau ersetzt
- der Gaststättenkomplex „Zodiac“ der Architekten Jan Bugusławski und Bohdan Gniewiewski, mit einer Innenraumgestaltung von Maria Leszczyńska